# لميس جابر
لميس جابر (13 أغسطس 1947-)، كاتبة وأديبة مصرية، من أشهر أعمالها مسلسل الملك فاروق الذي أُنتج في عام 2007 وفيلم مبروك وبلبل الذي أُنتج في العام 1998م.  قدمت العديد من الأعمال التلفزيونية وتعمل طبيبة إلى الآن بجانب عملها كصحفية وكاتبة.
تعاقدت لميس جابر مع شبكة تليفزيون الحياة عام 2020 لتقديم برنامج جديد بعنوان حواديت لميس جابر. و يسرد البرنامج وقائع وأحداث التاريخ المصري الحديث؛ لتصحيح مفاهيم وثوابت خاطئة وتقديم صورة أفضل عن تاريخ مصر الحديث.
في 31 ديسمبر 2015 عيّنها الرئيس عبد الفتاح السيسي عضواً في مجلس النواب من ضمن النواب 28 الذين يحق لرئيس الجمهورية تعيينهم.

## حياتها الخاصة
تزوجت من يحيى الفخراني عقب تخرجهما من كلية الطب، ولديهما ابنان هما طارق والمخرج شادي.

## أعمالها
- نونة الشعنونة، 1994م، سهرة تليفزيونية (سيناريو وحوار)
- مبروك وبلبل، 1998م، فيلم (مؤلف)
- الملك فاروق، 2007م، مسلسل (قصة وسيناريو وحوار)
- دسطور يا سيادي، 2011م، برنامج (إعداد)
- محمد علي، 2012، مسلسل، (قصة وسيناريو وحوار) [تحت الإعداد]
- أحلام شهرزاد، 2015م، مسلسل إذاعي (مؤلف)

## أدوار ثانية
- دسطور يا سيادي، 2011م، برنامج (تقديم)
- الغش ممنوع، 2011م، برنامج (ضيفة)
- كرسي في الكلوب، 2012م، برنامج، (ضيفة)
- السر، 2012م، برنامج (ضيفة)
- عقدتي، 2013م، برنامج (ضيفة)
- صاحبة السعادة، 2014م، برنامج (ضيفة)
- طلع الشرير إللي جواك، 2015م، برنامج (ضيفة)
- حواديت لميس جابر ، 2020 م - حتى الآن ، برنامج ( إعداد و تقديم )

## وصلات خارجية
- لميس جابر على موقع IMDb (الإنجليزية)
- لميس جابر على موقع الدهليز
- لميس جابر على موقع قاعدة بيانات الأفلام العربية
- لميس جابر على موقع قاعدة بيانات الفيلم (الإنجليزية)